# Greg Sestero
Gregory Sestero, detto Greg (Walnut Creek, 15 luglio 1978), è un attore e modello statunitense.
È noto principalmente per aver interpretato Mark nel film di culto The Room, considerato uno dei peggiori film mai realizzati, e per aver scritto sulla propria esperienza il libro di memorie The Disaster Artist, adattato nel 2017 in un film omonimo.

## Biografia
Sestero nasce a Walnut Creek, in California, da madre di origini francesi e siciliane. Infatti parla fluentemente il francese e possiede la doppia cittadinanza francoamericana. Cresce a Danville, dove frequenta le scuole superiori, e vive per qualche tempo in Europa. A soli dodici anni, scrive la sceneggiatura per un sequel di Mamma, ho perso l'aereo (con sé stesso nel ruolo del protagonista), inoltrandola alla Hughes Productions e ricevendo una lettera di elogio da John Hughes in persona.
Durante il suo ultimo anno di superiori, Sestero inizia una carriera come modello, partecipando a sfilate a Milano e a Parigi per stilisti come Giorgio Armani e Gianfranco Ferré. Dopo qualche anno, torna in America, deciso a intraprendere la carriera di attore e si unisce all'American Conservatory Theater di San Francisco. Su suggerimento della sua agente Iris Burton, si trasferisce a Los Angeles, dove incontra a una lezione di recitazione il suo futuro amico e collaboratore Tommy Wiseau.

## Carriera
Fa il suo debutto nel 1996, con una piccola parte in un episodio della serie televisiva Nash Bridges, mentre negli anni seguenti interpreta piccoli ruoli in produzioni cinematografiche come Gattaca - La porta dell'universo (1997), Patch Adams (1998) ed EdTV (1999). Nel 1999, Sestero ottiene il suo primo ruolo da protagonista nel film direct-to-video Retro Puppet Master, settimo capitolo della saga horror di David DeCoteau. L'anno seguente, appare in un episodio della soap opera Il tempo della nostra vita.

### The Roome la notorietà
Nel 2003, l'attore recita nel film per cui è maggiormente ricordato, The Room: nel film, scritto, diretto, prodotto da e con protagonista Wiseau stesso, Sestero interpreta Mark, il miglior amico del protagonista Johnny. Originariamente aveva accettato di partecipare al film solamente come addetto ai casting, ma Wiseau trovò il modo di licenziare l'attore che ne interpretava il ruolo, in quanto aveva scritto la parte appositamente per Sestero, suo miglior amico nella vita reale: quest'ultimo accettò il ruolo convinto che il film sarebbe andato subito in home video. Proiettato in sole tre sale a Los Angeles, il film viene ferocemente stroncato dalla critica in quasi ogni aspetto ed incassa appena 1800 dollari a fronte di un budget di 6 milioni, insolitamente alto per un film indipendente, fatto dovuto principalmente ad alcune scelte stravaganti prese da Wiseau nel corso della produzione.
Sebbene il film sia entrato negli annali come "il Quarto potere dei film brutti", Sestero nel corso degli anni duemila si è sempre rifiutato di parlarne seriamente, trattando l'argomento con un tono scherzoso e difendendolo dalle critiche. Nonostante all'epoca fosse stato ignorato dalla maggior parte del pubblico, nel corso degli anni il film è diventato un vero e proprio cult tra gli amanti del cinema di serie B proprio per via della sua scarsa qualità, facendo nascere centinaia di proiezioni notturne dedicate al film, oltre a un gran numero di merchandise, raduni, e tour internazionali, a cui Sestero si è sempre prestato volentieri.

### DopoThe Room
Nonostante The Room lo faccia conoscere al pubblico, la carriera di Sestero, così come quella delle altre persone coinvolte nel film, non riesce più a decollare negli anni seguenti al flop, e l'attore ricopre solo parti marginali in produzioni minori, preferendo dedicarsi alla sua carriera come modello, girando spot pubblicitari per stilisti come Tommy Hilfiger, Armani e Ralph Lauren.
Nel 2006 appare in due episodi della serie televisiva Fashion House e ha un piccolo ruolo, non accreditato, nel film commedia Ammesso. Nel 2010 appare nel video musicale di Miranda Lambert White Liar. Nello stesso anno, Sestero recita nel cortometraggio della 5-Second Films End Zone, diretto da Michael Rousselet, uno dei fan originali di The Room, che ebbe un ruolo decisivo nella trasformazione del film in un cult. Collabora nuovamente con la 5-Second Films nel cortometraggio You Got Mail (2011), con Patton Oswalt, e nella parodia slasher Dude Bro Party Massacre III (2015). Nel 2013 ha un cameo in un video dello youtuber Nostalgia Critic, che aveva recensito tempo addietro The Room, in cui riprende il ruolo di Mark.
Nel 2017, a quattordici anni da The Room, Sestero torna a recitare assieme a Wiseau in Best F(r)iends, film di cui è anche sceneggiatore e produttore, liberamente ispirato a un viaggio on-the-road che i due ebbero nel 2003.

#### Il successo letterario
Nel giugno 2011, viene annunciato che Sestero avrebbe rotto il suo silenzio sul film, avendo sottoscritto un accordo con la casa editrice Simon & Schuster per scrivere un libro riguardante la sua esperienza in The Room, la sua amicizia con Wiseau e la sua carriera come attore. Scritto assieme al giornalista Tom Bissell, il libro, intitolato The Disaster Artist: My Life Inside The Room, the Greatest Bad Movie Ever Made, viene pubblicato nell'ottobre del 2013, ottenendo recensioni estremamente positive. Nel 2014, Sestero vince il premio per il miglior libro di non-fiction al National Arts & Entertainment Journalism Awards di Los Angeles, la cui giuria definisce il libro "una lettura potente e esilarante [...] sospesa tra Ed Wood, American Hustle e Quarto potere, con un tocco da Monty Python". La versione in audiolibro di The Disaster Artist, narrata da Sestero, viene accolta in modo estremamente positivo e nel 2015 è tra i finalisti del premio per il miglior audiolibro comico agli Audie Awards. Nel dicembre del 2017, il libro fa il suo debutto nella lista dei best seller di non-fiction del New York Times.
Nel 2017 è stata realizzata un'omonima trasposizione cinematografica del libro, con Dave Franco nel ruolo di  Sestero. Il film è stato accolto positivamente dalla critica, venendo scelto dalla National Board of Review come uno dei migliori dieci film dell'anno. Per la sua interpretazione nel ruolo di Wiseau, James Franco ha vinto un Golden Globe per il miglior attore in un film commedia o musicale, mentre la sceneggiatura del film è stata candidata a un Oscar. Sestero ha un cameo nel film, nel ruolo di un addetto ai casting (esempio di inside joke).

## Filmografia

### Attore

#### Cinema
- Gattaca - La porta dell'universo (Gattaca), regia di Andrew Niccol (1998) - non accreditato
- Patch Adams, regia di Tom Shadyac (1998) - non accreditato
- EdTV, regia di Ron Howard (1999) - non accreditato
- Retro Puppet Master, regia di David DeCoteau (1999)
- The Room, regia di Tommy Wiseau (2003)
- Homeless in America, regia di Tommy Wiseau - documentario (2004)
- Ammesso (Accepted), regia di Steve Pink (2006) - non accreditato
- Alien Presence, regia di David DeCoteau (2009)
- The Pit and the Pendulum, regia di David DeCoteau (2009)
- Dude Bro Party Massacre III, regia di Tomm Jacobsen, Michael Rousselet e Jon Salmon (2015)
- The Disaster Artist, regia di James Franco (2017) - cameo
- Best F(r)iends, regia di Justin MacGregor (2018)

#### Televisione
- Nash Bridges - serie TV, episodio 2x05 (1996)
- Il tempo della nostra vita (Days of Our Lives) - serie TV, 1 episodio (2000)
- Fashion House - serie TV, episodi 1x56-1x74 (2006)

### Produttore
- Homeless in America, regia di Tommy Wiseau - documentario (2004) - produttore esecutivo
- Best F(r)iends, regia di Justin MacGregor (2018)

### Sceneggiatore
- Best F(r)iends, regia di Justin MacGregor (2018)

## Opere
- (EN) The Disaster Artist: My Life Inside The Room, the Greatest Bad Movie Ever Made, New York, Simon & Schuster, 2013, ISBN 978-1-4516-6119-4.